# هوازدگی یخبندان

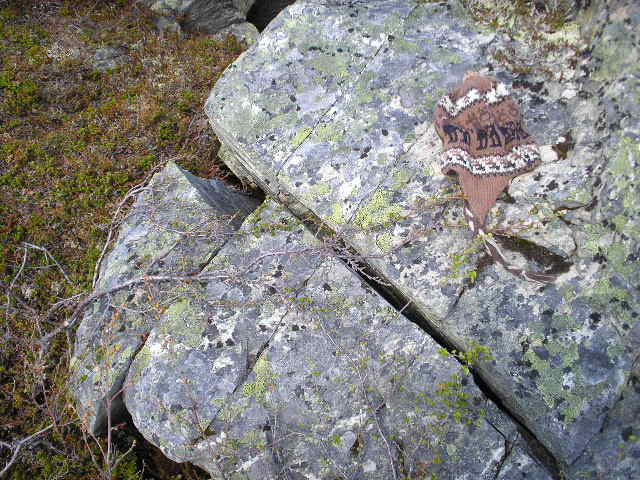
سنگی در آبیسکو، سوئد (در امتداد درزه موجود) احتمالاً در اثر هوازدگی مکانیکی یخبندان یا تنش حرارتی شکسته شده‌است. یک chullo برای مقیاس نشان داده شده‌است.

هوازدگی یخبندان (به انگلیسی: Frost weathering) یک اصطلاح جمعی برای چندین فرایند هوازدگی مکانیکی است که در اثر تنش‌های ایجادشده از انجماد آب در یخ ایجاد می‌شود. این اصطلاح به عنوان یک اصطلاح چتر برای انواع فرایندها مانند شکستن یخ، گُوِه زدن یخ و شکستگی منجمد عمل می‌کند. این فرایند ممکن است در طیف گسترده‌ای از مقیاس‌های مکانی و زمانی، از چند دقیقه تا سال‌ها و از جابجایی دانه‌های معدنی تا شکستن تخته‌سنگ‌ها عمل کند. بیشتر در مناطق مرتفع و با عرض جغرافیایی زیاد دیده می‌شود و به ویژه با آب و هوای آلپی، پیرایخچالی، دریایی زیرشمالگان و قطبی مرتبط است، اما ممکن است در هر نقطه در دماهای زیر انجماد (بین -۳ و -۸ درجه سانتیگراد) در صورت وجود آب رخ دهد.